# Méricourt-sur-Somme
Méricourt-sur-Somme is een plaats en voormalige gemeente in het Franse departement Somme in de regio Hauts-de-France en telt 164 inwoners (2004). De plaats maakt deel uit van het arrondissement Péronne.

## Geschiedenis
Méricourt-sur-Somme maakte deel uit van het kanton Bray-sur-Somme tot het op 22 maart 2015 werd opgeheven en de gemeente werd opgenomen in het aangrenzende kanton Albert. Op 1 januari 2017 fuseerde Méricourt-sur-Somme met Étinehem tot de commune nouvelle Étinehem-Méricourt.

## Geografie
De oppervlakte van Méricourt-sur-Somme bedraagt 7,0 km², de bevolkingsdichtheid is 23,4 inwoners per km².
De onderstaande kaart toont de ligging van Méricourt-sur-Somme met de belangrijkste infrastructuur en aangrenzende gemeenten.

## Demografie
Onderstaande figuur toont het verloop van het inwonertal.